# Natallia Safronnikava
Natallia Safronnikava (souvent russifié en : Safronnikova) (née le 28 février 1973) est une athlète biélorusse, spécialiste du sprint. Elle mesure 1,68 m pour 56 kg[Quand ?] et son club est Grodno.

## Meilleures performances
- 60 m en salle (5 courses en dessous de 7 s 15) : record 7 s 04, NC Minsk 21 février 2001
- 100 m : 11 s 05 (+1,7), Minsk, 28 juin 2003
- 200 m : 22 s 3h, Minsk, 4 mai 1998
- 200 m : 22 s 68 NR (+0,3), ECp, Brême, 24 juin 2001

## Palmarès
- Championnats du monde d'athlétisme de 2007 à Osaka ( Japon)
  - 6e en relais 4 × 100 m

- argent sur 200 m aux Mondiaux en salle de 2004 ; bronze en 2001
- bronze aux Européens de 2006 (4 × 100 m)
- Coupe d'Europe 2007 : 3e sur 100 m
- Coupe d'Europe 2001 : 1re sur 200 m, 2e sur 100 m